# Udara coalita
Udara coalita is een vlinder uit de familie van de Lycaenidae. De wetenschappelijke naam van de soort is voor het eerst gepubliceerd in 1891 door Lionel de Nicéville.
De soort komt voor in het  Maleisisch schiereiland en Indonesië.